# Fledermausquartier Lagerbunker Pechteich
Fledermausquartier Lagerbunker Pechteich este o arie protejată (arie specială de conservare — SAC, sit de importanță comunitară — SCI) din Germania întinsă pe o suprafață de 0,85 ha, integral pe uscat.

## Localizare
Centrul sitului Fledermausquartier Lagerbunker Pechteich este situat la coordonatele 52°51′27″N 13°36′03″E / 52.8575°N 13.6008°E.

## Înființare
Situl Fledermausquartier Lagerbunker Pechteich a fost declarat sit de importanță comunitară în martie 2004.

## Biodiversitate
Situată în ecoregiunea continentală, aria protejată nu include niciun habitat protejat.
La baza desemnării sitului se află o specie protejată de  mamifere: liliac cârn (Barbastella barbastellus).
Pe lângă speciile protejate, pe teritoriul sitului au mai fost identificate 3 specii de mamifere.